# Jean-Michel Arcucci
Jean-Michel Arcucci (* 2. Dezember 1975 in Marseille) ist ein ehemaliger französischer Squashspieler. 

## Karriere
Jean-Michel Arcucci war von 1995 bis 2007 auf der PSA World Tour aktiv und gewann in dieser Zeit insgesamt drei Titel. Seine höchste Ranglistenplatzierung war Rang 36 im Juni 2002. Bei Europameisterschaften wurde er sechsmal Vizemeister mit der französischen Nationalmannschaft. Mit dieser wurde er außerdem 2003 Vizeweltmeister. Er stand zudem bei den Weltmeisterschaften 1995, 1999, 2001 und 2005 im Aufgebot. 1996 wurde er französischer Meister.

## Erfolge
- Vizeweltmeister mit der Mannschaft: 2003
- Vizeeuropameister mit der Mannschaft: 6 Finalteilnahmen (2000–2006)
- Gewonnene PSA-Titel: 3
- Französischer Meister: 1996